# Eriovixia rhinura
Eriovixia rhinura är en spindelart som först beskrevs av Pocock 1899.  Eriovixia rhinura ingår i släktet Eriovixia och familjen hjulspindlar. Inga underarter finns listade i Catalogue of Life.